# Аликанте (аэропорт)
Алика́нте (официальное название — Аэропорт Аликанте-Эльче) — аэропорт, расположен в 10 км к юго-западу от одноимённого города, в центре провинции Аликанте на востоке Испании, в 3 км от Средиземного моря. По итогам 2011 года аэропорт обслужил 9.9 млн пассажиров (шестое место среди всех аэропортов Испании).
В 2017 году в аэропорту Аликанте (ALC) было обслужено 13 713 061 пассажиров, что на 11,1 % больше чем в 2016 году. Из этого числа 12 316 400 — туристы из других стран. Первое место по посещению региона Аликанте занимают жители Великобритании — 5,8 млн пассажиров.

## История
Аэропорт был открыт 4 мая 1967 года. В 1969 году авиакомпания Iberia установила регулярные рейсы по маршруту Аликанте — Мадрид и Аликанте — Барселона. В начале 1970-х годов количество пассажиров достигло 1 млн в год, в связи с чем был построен новый пассажирский терминал. В 1980 году длина взлётно-посадочной полосы была увеличена до 3000 метров.
В 1996 году аэропорт был модернизирован, было построено новое офисное здание и бизнес-центры. Впервые были установлены пять телескопических трапов для облегчения высадки и посадки пассажиров.
До 2003 года аэропорт был хабом для Iberia. С 2004 года аэропорт стал хабом для EasyJet. С 2007 года аэропорт является хабом также и для Ryanair.
В 2011 году был открыт новый терминал с пропускной способностью до 20 миллионов пассажиров в год.
В 2021 году аэропорт Аликанте-Эльче был переименован в «аэропорт Аликанте — Эльче имени Мигеля Эрнандеса» в честь испанского поэта и драматурга.

## Авиакомпании и направления
- Aer Lingus — Белфаст, Дублин, Корк
- Air Algérie — Алжир, Оран
- Air Nostrum — Бильбао, Ивиса
- Avion express — Рейкьявик
- EasyJet — Базель, Белфаст, Бристоль, Глазго, Женева, Ливерпуль, Лондон-Гатвик, Лондон-Лутон, Лондон-Станстед, Ньюкасл, Саутенд-он-Си (Лондон-Саутенд), Эдинбург
- Edelweiss Air — Цюрих
- Flybe — Саутгемптон, Эксетер
- Holidays Czech Airlines — Рейкьявик
- Iberia — Мадрид
- Icelandair — Рейкьявик
- Jetairfly — Брюссель, Льеж, Остенде-Брюгге, Шарлеруа
- Jet2.com — Белфаст, Блэкпул, Восточный Мидландс, Глазго, Лидс-Брадфорд, Ньюкасл, Эдинбург
- Norwegian — Олесунн, Берген, Копенгаген, Стокгольм, Хельсинки, Осло, Сандефьорд/Осло, Ставангер, Тронхейм
- Ryanair — Барселона, Бергамо, Биллунн, Бирмингем, Бове/Париж, Болонья, Борнмут, Бремен, Бристоль, Будапешт, Векшё, Вестерос/Стокгольм, Веце, Восточный Мидландс, Вроцлав, Дублин, Глазго-Прествик, Гётеборг, Карлсруэ/Баден-Баден, Каунас, Керри, Краков, Нок, Лидс-Брадфорд, Ливерпуль, Лондон-Станстед, Маастрихт, Мальмё, Мемминген/Мюнхен, Милан, Рюгге/Осло, Сандефьорд/Осло, Сантьяго-де-Компостела, Скавста (Нючёпинг)/Стокгольм, Тампере, Франкфурт-Хан, Хёугесунн, Шарлеруа, Эдинбург, Эйндховен
- SAS — Берген, Кристиансанн, Осло, Ставангер, Стокгольм, Тронхейм
- Transavia Holland — Амстердам, Веце, Роттердам, Эйндховен
- Volotea — Венеция
- Vueling — Амстердам, Барселона, Кардифф, Пальма-де-Майорка, Париж-Орли
- Wizzair — Бухарест, Варшава, Гданьск, Катовице, Клуж-Напока, Рим, София